# Національна стратегія доходів 2024–2030
Національна стратегія доходів на 2024–2030 роки (НСДУ) погоджена урядом України 27 грудня 2023.
Цей документ визначає напрямок реформ Державної митної служби України та Державної податкової служби України, а також план довгострокового наповнення державного бюджету.
В Нацстратегії доходів в рамках реформування митної політики запланована реалізація важливих кроків на шляху до трансформації української митниці в східну митницю Європейського Союзу. 
Пріоритетними заходами в Нацстратегії є захист даних та підвищення довіри громадян до податкової та митної системи.

## Історія
Стратегію розробило Міністерство фінансів України спільно з іншими міністерствами та відомствами, за участю представників бізнесу, а також за результатами проведених консультацій із міжнародними партнерами з розвитку, зокрема МВФ, Світового банку, ОЕСР.
Водночас за твердженням журналіста Економічної правди Ярослава Вінокурова, «Попри важливість документа, Мінфін не проводив відкритих обговорень своїх пропозицій з бізнесом та громадським сектором. Інформація про податкові та митні зміни, які уряд планує провести до кінця десятиліття, майже не просочувалася в ЗМІ.»
Представники провідних бізнес асоціацій також зазначають, то Стратегію розробило Міністерство фінансів “у таємному режимі”.
Бізнес негативно відреагував на ухвалення стратегії. Експерти вважають, що документ спрямований виключно на підвищення доходів державного бюджету без оцінки втрат зростання економіки.
Просвітницький проєкт “Ціна держави” підготував відео про негативний вплив Національної стратегії доходів на бізнес та економіку України.

## Мета
Головна мета Стратегії охоплює:
- посилення фіскальної спроможності України,
- адаптацію податкового та митного законодавства до стандартів ЄС, а також
- створення стимулів для післявоєнного відновлення та економічного зростання.

В умовах війни та величезного дефіциту держбюджету запропоновано протягом найближчих років найбільше за всі роки незалежності зростання податків (3–4% ВВП).

## План реалізації
Спочатку заплановано внутрішню реформу податкових та митних органів, що полягає в обмеженні втручання контролюючих органів у діяльність бізнесу через консолідацію даних і перехід на роботу із знеособленою інформацією.
Деперсоніфікація даних про платників податків має стати першим кроком на шляху до надання доступу податковій до банківської інформації, зокрема щодо руху коштів на рахунках. За допомогою цієї інформації податкова планує протидіяти схемам з ухилення від оподаткування. Аналітики розкритикували ініціативу щодо доступу податківців до банківської інформації й рахунків. За їхньою оцінкою, така ініціатива створює значні корупційні ризики, порушує принцип «презумпції невинуватості” та можлива тільки за добровільної згоди платника податків. Приблизно 63.3% українців не підтримують ідею про доступ податківців до банківської таємниці. Зараз такий доступ здійснюється виключно за рішенням суду.
У Стратегії також передбачена можливість стягнення податкового боргу за рішенням керівника податкового органу без рішення суду. Близько 75,3% українців проти цього. Згідно з опитуванням, довіра суспільства до податкової в Україні гірша, ніж до судів.
Ключовою зміною у Стратегії доходів є реформа спрощеної системи оподаткування (ССО). Фактично наразі спрощена система оподаткування — єдина частина української податкової системи, яка працює відповідно до європейських принципів - передбачувано, з відносно низьким рівнем корупції та зловживань з боку платників.
Скасування спрощеної системи оподаткування зробить український агробізнес неконкурентним.
За оцінкою економістів, спрощенка не може дати багато податків для бюджету, як на це розраховує Мінфін.
Доходи українців пропонують оподатковувати за прогресивною шкалою, яка існує у деяких країнах ЄС. Проте у країнах ЄС, як правило, існує значний  неоподатковуваний мінімум, тобто розмір доходу, з якого податок не сплачується взагалі.
Прогресивний податок може демотивувати людей працювати більше, і спрямований проти середнього класу.
Наразі в Україні діє єдина ставка податку на доходи фізосіб (ПДФО) на рівні 18%. Планується, що згодом з’явиться ще одна чи декілька ставок податку, які будуть застосовуватися до великих доходів.
Доволі часто європейські норми не завжди працюють в Україні через неспроможність державних інституцій та відсутність верховенства права.
Експерти вважають, що перенесення європейських норм на Україну в умовах низької якості державного управління може мати негативні наслідки: посилить тінізацію, корупцію та хабарі.
Національна стратегія доходів також передбачає підвищення ставок спрощеної системи для фізосіб-підприємців.
Усіх "спрощенців" зобов'яжуть користуватися реєстраторами розрахункових операцій та вести товарний облік на основі документів про походження товарів. Вони також мають бути платниками ПДВ при досягненні обороту в 1 млн. грн. на рік, що передбачає наявність бухгалтера і зробить бізнес нерентабельним.
Стратегія також передбачає підвищення акцизів на пальне, алкоголь, тютюнові вироби до мінімального рівня ставок, який діє в ЄС. Водночас, за незалежними оцінками, вже діючі ставки спричиняють неприйнятні обсяги ухилення від акцизних податків, тому збільшенню має передувати радикальне покращення адміністрування, зокрема через перезавантаження податкових органів для очищення від недобросовісних працівників.  
Документ передбачає запровадження до 2027 року акцизу на солодкі напої.
Мінфін розраховує, що після відновлення довіри платників податків до фіскальних органів, буде запроваджено заходи податкової та митної політик. В той же час стратегія не описує якісних механізмів об’єктивного вимірювання довіри бізнесу до фіскальних органів.